# Antonello Aglioti
Antonello Aglioti, né le 1er janvier 1943 à Gerace (Province de Reggio de Calabre) et mort le 9 janvier 2013 à Rome (Latium), est un réalisateur, scénariste et metteur en scène italien.

## Biographie
Diplômé en architecture, Aglioti s'est d'abord consacré à la peinture et a eu de nombreuses expositions en Italie et à l'étranger. Avec Memè Perlini, il a fondé le théâtre La Maschera dans les années 1970 et a mis en scène plusieurs pièces de théâtre. En 1978, le Teatro la Piramide ouvre ses portes à Rome. En plus d'être le théâtre d'une série d'événements tels que Eliogabalo, La cavalcata sul lago di Costanza, Il risveglio di primavera, également signés par Perlini-Aglioti, il est le centre de lancement de metteurs en scène et d'acteurs italiens et étrangers, parmi lesquels Mario Martone, Toni Servillo, Bob Wilson, Richard Foreman, Philip Glass, Federico Tiezzi (it), Peter Brook, Sergio Castellitto et Ennio Fantastichini.
En tant que costumier et maquilleur, il a collaboré avec son ami et collègue non seulement sur de nombreuses mises en scène de théâtre, mais aussi sur trois films. Le film Grand Hôtel des Palmes, dans lequel il tient également le rôle principal, produit par la RAI, est présenté au Festival de Cannes en 1978. Il a lui-même mis en scène avec succès des pièces comme Il giardino dei ciliegi d'après La Cerisaie d'Anton Tchekhov, qu'il a lui-même adapté au cinéma quatre ans plus tard, ainsi que des pièces de Giacomo Puccini et d'Edmond Rostand. Son film Nessun'dorma, réalisé en 2001, est resté inédit jusqu'à présent.
Aglioti a également travaillé pour la télévision italienne.

## Filmographie

### Réalisateur
- 1988 : Il giardino dei ciliegi
- 1995 : Cirano e i suoi fratelli
- 2001 : Nessun dorma

### Chef décorateur, chef costumier
- 1977 : Grand hôtel des Palmes de Memè Perlini
- 1987 : Cartes postales d'Italie (Cartoline italiane) de Memè Perlini